# Осечище
Осечище — деревня в восточной части Порховского района Псковской области. Входит в состав сельского поселения «Красноармейская волость».
Расположена в 5 км к юго-западу от города Порхов.
Численность населения составляет 15 жителей (2000 год).